# لامون بروستر
لامون بروستر (انگلیسی: Lamon Brewster؛ زادهٔ ۵ ژوئن ۱۹۷۳) بوکسور اهل ایالات متحده آمریکا بود.